# Mynonoma
Mynonoma is een kevergeslacht uit de familie van de boktorren (Cerambycidae). De wetenschappelijke naam van het geslacht werd voor het eerst geldig gepubliceerd in 1865 door Pascoe.

## Soorten
Mynonoma is monotypisch en omvat slechts de volgende soort:
- Mynonoma eunidioides Pascoe, 1865